# ادراوين (آيت محند)
ادراوين هو دُوَّار يقع بجماعة تدزي، إقليم الصويرة، جهة مراكش آسفي في المملكة المغربية. ينتمي الدوّار لمشيخة آيت محند التي تضم 11 دوار. يقدر عدد سكانه بـ 643 نسمة حسب الإحصاء الرسمي للسكان والسكنى لسنة 2004.

## روابط خارجية
- البوابة الوطنية للجماعات الترابية
- المندوبية السامية للتخطيط